# Francesco Galli dei Piacentini
Francesco II Galli dei Piacentini (... – 1408) è stato un vescovo cattolico italiano.
È stato vescovo di Asti dal 1381 al 1408.

## Biografia
Alcuni studiosi lo designano come discendente della famiglia Galli di Piacenza, altri come Francesco della famiglia Piacentini.
Enrico Morozzo della Rocca, autore de "Le Storie dell'antica città di Monteregale (ora Mondovì)" , lo indica come cinquantesimo vescovo della diocesi di Asti con il nome di Francesco Galli dei Piacentini da Parma.
Durante l'episcopato di Francesco II, nel 1388, per assecondare  Teodoro II del Monferrato, papa Urbano VI ridimensionò la diocesi astense creando la nuova diocesi di Mondovì.
Sotto l'episcopato di Francesco II, avvenne la fondazione della Confraternita della Piccola Annunziata nel Borgo Santa Maria Nuova.
Alla morte di Francesco II, papa Benedetto XII nominò amministratore della chiesa di Asti il patriarca di Antiochia Filosseno II lo Scrittore e nel settembre 1409, venne consacrato a nuovo vescovo l'astigiano Alberto Guttuario.